# Bjarkarímur
Bjarkarímur es un poema épico islandés en rima del siglo XV y recita entre otras cosas las aventuras de Hroðgar y su hermano Halga, y también de Böðvarr Bjarki. Es posible que se base en la desaparecida Saga Skjöldunga considerada una de las fuentes principales de información sobre aquella obra. Es una de las obras donde la figura de los feroces guerreros berserker aparece más intensificada en los acontecimientos.